# Bukowa (województwo podkarpackie)

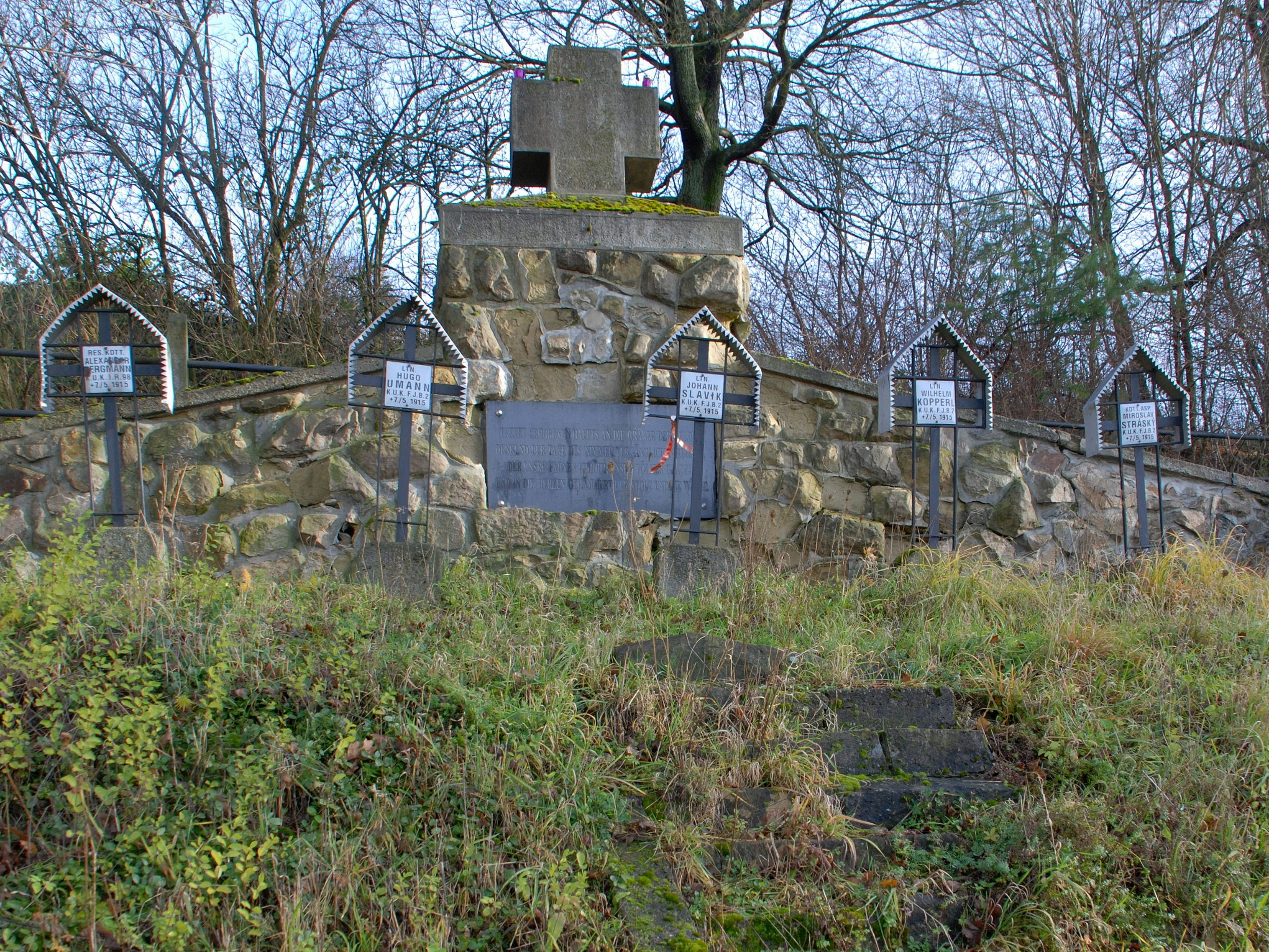
Zabytkowy cmentarz wojenny nr 218

Bukowa – wieś w Polsce położona w województwie podkarpackim, w powiecie dębickim, w gminie Brzostek.
| SIMC    | Nazwa    | Rodzaj    |
| ------- | -------- | --------- |
| 0814530 | Budy     | część wsi |
| 0814547 | Góry     | część wsi |
| 0814553 | Rzeki    | część wsi |
| 0814560 | Zawodzie | część wsi |

24 grudnia 1875 roku w Bukowej urodził się ksiądz Piotr Niezgoda, dziekan generalny Wojska Polskiego.
Od 1 sierpnia 1934 wieś wchodziła w skład gminy Brzostek II z siedzibą w Brzostku, w granicach powiatu jasielskiego (woj. krakowskie).
W latach 1975–1998 miejscowość administracyjnie należała do województwa tarnowskiego.
We wsi znajdują się kapliczki z XIX i XX wieku oraz jeden z licznych w okolicy cmentarz wojenny żołnierzy poległych w czasie I wojny światowej.